# باشگاه فوتبال هروگیت تاون
باشگاه فوتبال هروگیت تاون (به انگلیسی: Harrogate Town Football Club) یک باشگاه فوتبال در شهر هروگیت، کشور انگلستان است که در سال ۱۹۱۴ میلادی تأسیس شده‌است.